# باشگاه فوتبال پنجاب پاکستان
باشگاه فوتبال پنجاب پاکستان (به انگلیسی: PMC Club Athletico Faisalabad یک باشگاه فوتبال در شهر فیصل‌آباد، پنجاب کشور پاکستان می‌باشد که تیم فوتبال آن در لیگ فدراسیون فوتبال پاکستان بازی می‌کند. این تیم سابقه حضور در لیگ قهرمانان آسیا فصل ۹۰–۱۹۸۹ و جام برندگان جام آسیا فصل ۹۱–۱۹۹۰ را دارد.